# Congettura di Pólya
In teoria dei numeri, la  congettura di Pólya è una congettura ormai confutata che ha preso il nome dal matematico ungherese George Pólya, che la formulò nel 1919.
Questa congettura afferma che il numero di numeri naturali minori di x (>1) con un numero dispari di fattori primi non sia mai inferiore al numero di tali numeri con un numero pari di fattori primi. Più formalmente, detta λ(n) la funzione di Liouville e posto:
{\displaystyle L(n)=\sum _{k=1}^{n}\lambda (k)}
la congettura afferma che L(n) ≤ 0 per n > 1.
Essa fu confutata nel 1958 da C.B Haselgrove, che, con un metodo dovuto ad Ingham, dimostrò indirettamente l'esistenza di un controesempio, e stimò il suo valore a circa 1.845 × 10361. Il valore straordinariamente alto di questo controesempio è una dimostrazione del rischio che si corre, in teoria dei numeri, a fidarsi delle ricerche esaustive svolte dai computer fino a valori apparentemente alti.
Il primo controesempio esplicito fu trovato da Lehman nel 1960, che trovò che L(906180359) = 1, mentre nel 1980 M. Tanaka trovò il controesempio più piccolo, n = 906150257.
L(n) si annulla per n = 2, 4, 6, 10, 16, 26, 40, 96, ...
I primi valori di L(n) sono 1, 0, -1, 0, -1, 0, -1, -2, -1, 0, -1, -2, -3, ... . È tuttora un problema aperto se L(n) cambi segno infinite volte o no.